# 이유회
이유회(李留會, 1930년 11월 5일~1957년 9월 24일)는 대한민국의 군인이며 육군 중사 출신이다.

## 일생

### 주요 이력
경기도 양주에서 출생하였으며 1949년 경기도 양주 송추국민학교 급사 등을 잠시 9개월 남짓 지내다가 1950년 1월 연초 당시에 그만두고 1950년 7월, 전쟁 당시에 대한민국 육군 을종하사관으로 임관한 그는 1950년 7월 당시에서부터 1953년 7월 27일 종전 때까지 한국 전쟁에도 3년 남짓을 참전하였다.

### 1956년 1월 30일 김창룡 장군 암살 사건과 그 후
그는 육군 제2군사령관 강문봉(姜文奉) 장군의 배후로써 직속 상관 허태영(許泰榮) 육군 대령과 함께 1956년 1월 30일을 기하여 결국엔 육군 특무부대장 김창룡(金昌龍) 장군을 사살하는 데에 동참, 이른바 "김창룡 장군 암살 사건"을 중요 임무 종사 방조하여 군사재판(군법회의)에 기소되었고 재판 끝에 사형이 선고되어 육군 중사 강제 예편된 그는 김홍섭(金洪燮) 판사의 권유를 받아 옥중에서 개신교를 이탈하고 천주교로 개종하였으며 1957년 9월 24일을 기하여 옛 직속 상관 허태영(許泰榮) 예비역 육군 대령과 함께 사형(총살형)이 집행되었다.

### 학력
- 경기도 양주 덕소보통학교
- 경성제2고등보통학교
- 대한민국 육군보병학교